# Yeniçağa (district)
Yeniçağa is een Turks district in de provincie Bolu en telt 8.528 inwoners (2007). Het district heeft een oppervlakte van 130,2 km². Hoofdplaats is Yeniçağa.
De bevolkingsontwikkeling van het district is weergegeven in onderstaande tabel.
| 1997   | 2000   | 2007  |
| ------ | ------ | ----- |
| 10.249 | 10.080 | 8.528 |